# Bones and All
Bones and All is een Italiaans-Amerikaanse romantische horrorfilm uit 2022, geregisseerd door Luca Guadagnino en gebaseerd op het gelijknamig boek van Camille DeAngelis uit 2015. De hoofdrollen worden vertolkt door Taylor Russell, Timothée Chalamet en Mark Rylance.

## Verhaal
De tiener Maren Yearly bijt de vinger van haar vriendin af tijdens een logeerpartijtje waardoor ze samen met haar alleenstaande vader Frank op de vlucht moet. Deze is gewend aan haar kannibalistische karakter sinds ze haar babysitter op driejarige leeftijd vermoordde. Hij laat haar in de steek nadat ze achttien is geworden, een bericht achterlatend waarin hij hoopt dat ze haar honger zal overwinnen. Ze besluit op zoek te gaan naar haar moeder, richting Minnesota en ontmoet gelijkgezinde menselijke kannibalen tijdens haar trip, waaronder de excentrieke Sully en Lee met wie ze een relatie begint.

## Rolverdeling
| Acteur             | Personage     |
| ------------------ | ------------- |
| Taylor Russell     | Maren Yearly  |
| Timothée Chalamet  | Lee           |
| Mark Rylance       | Sully         |
| André Holland      | Frank Yearly  |
| Michael Stuhlbarg  | Jake          |
| Chloë Sevigny      | Janelle Kerns |
| David Gordon Green | Brad          |
| Jessica Harper     | Barbara Kerns |

## Productie
Op 8 april 2019 werd aangekondigd dat David Kajganich het filmscenario van de roman Bones & All uit 2015 van Camille DeAngelis zou schrijven en dat de film geregisseerd zou worden door Antonio Campos. Op 28 januari 2021 werd aangekondigd dat Taylor Russell en Timothée Chalamet de hoofdrol zouden spelen in de film, die nu geregisseerd zal worden door Luca Guadagnino. Chalamet is ook producent van de film. Het filmen begon in mei 2021, toen Mark Rylance, Michael Stuhlbarg, André Holland, Jessica Harper, Chloë Sevigny, Francesca Scorsese en David Gordon Green zich bij de cast hadden gevoegd. De opnames vonden plaats in Ohio in Chillicothe en Cincinnati en het filmen werd afgerond in juli 2021.

## Release en ontvangst
Bones and All ging op 2 september 2022 in première op het Filmfestival van Venetië. De film kreeg overwegend positieve kritieken van de filmcritici, met een score van 81% op Rotten Tomatoes, gebaseerd op 286 beoordelingen.

## Prijzen en nominaties
De belangrijkste:
| Jaar | Prijs                     | Categorie                   | Genomineerde(n) | Uitslag     |
| ---- | ------------------------- | --------------------------- | --------------- | ----------- |
| 2023 | Independent Spirit Awards | Beste film                  | Beste film      | Genomineerd |
| 2023 | Independent Spirit Awards | Beste hoofdrol              | Taylor Russell  | Genomineerd |
| 2023 | Independent Spirit Awards | Beste bijrol                | Mark Rylance    | Genomineerd |
| 2022 | Filmfestival van Venetië  | Gouden Leeuw                | Luca Guadagnino | Genomineerd |
| 2022 | Filmfestival van Venetië  | Zilveren Leeuw              | Luca Guadagnino | Gewonnen    |
| 2022 | Filmfestival van Venetië  | Premio Marcello Mastroianni | Taylor Russell  | Gewonnen    |